# 丁功輝
丁功輝（越南语：／，1898年—1977年），芒族人，越南阮朝官員。

## 生平
1898年，丁功輝出生於今和平省良山县新荣社，父親是芒族官員丁功盛。
1977年，丁功輝逝世，享壽七十九歲。